# Eddie Stenberg

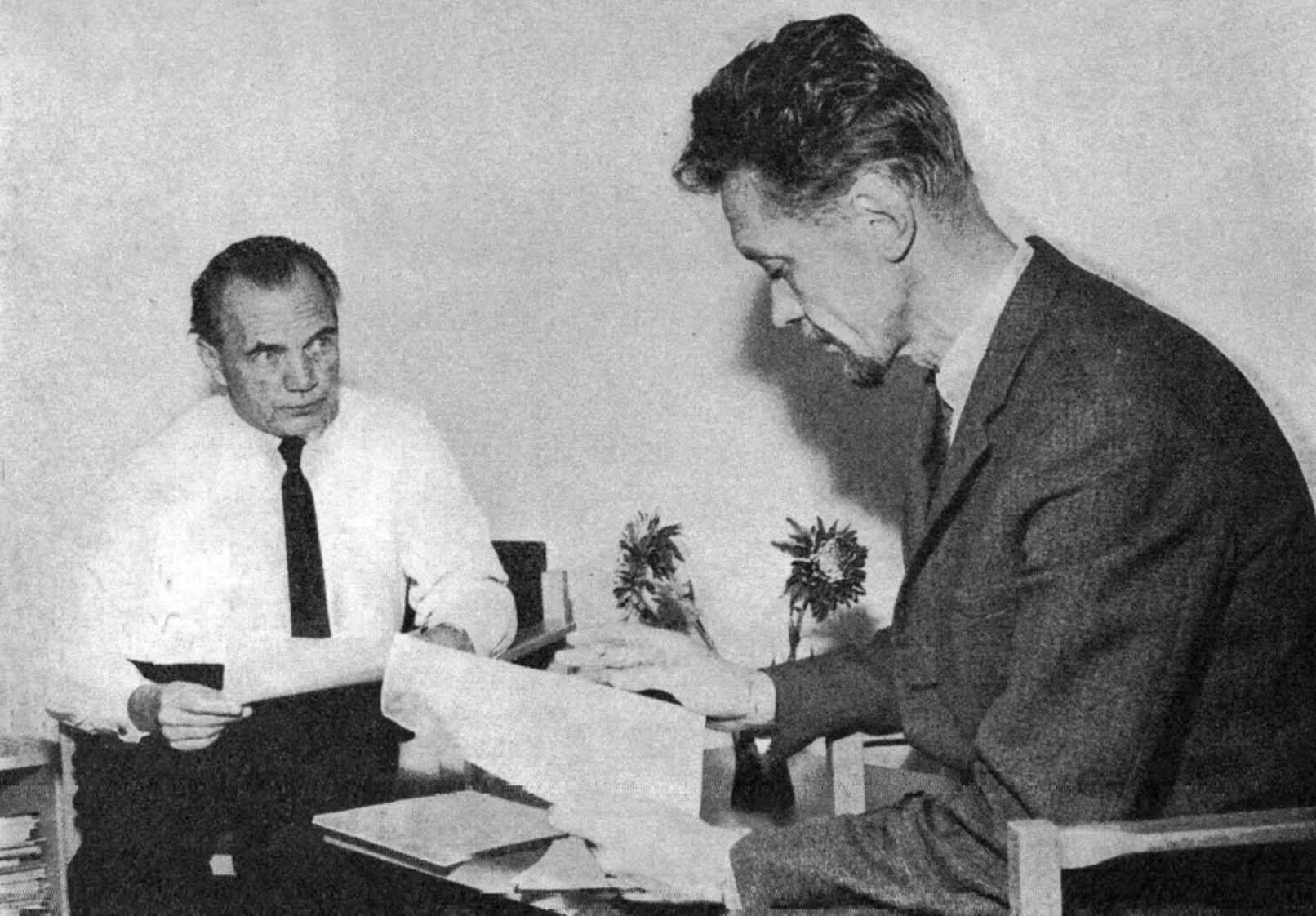
Eddie Stenberg (der.) y Walentin Chorell en 1965

Eddie Stenberg (29 de noviembre de 1919 – 7 de noviembre de 2000) fue un director, actor y guionista finlandés.

## Biografía
Su verdadero nombre era Edvin Stenberg, y nació en Porvoo, Finlandia.
Stenberg obtuvo en 1943 una licenciatura en economía en la Escuela de Economía Hanken, y entre 1944 y 1946 se formó en la escuela del Teatro Sueco, en Helsinki. Más adelante trabajó como director en dicho teatro, y también para la emisora Yleisradio. 
En 1950 fue ayudante de dirección de Toivo Särkkä en las películas Tanssi yli hautojen y Katarina kaunis leski. A principios de los años 1950 la productora cinematográfica Suomen Filmiteollisuus aumentó sus rodajes y contrató a nuevos directores, el primero de ellos Stenberg. Stenberg inició en 1951 el rodaje de Se alkoi sateessa, pero los malos resultados obtenidos por su cinta Tervetuloa aamukahville obligaron a decidir que finalizara el rodaje el director Thure Bahne.
Eddie Stenberg falleció en Helsinki en el año 2000.

## Filmografía

### Ayudante de dirección
- 1950 : Tanssi yli hautojen
- 1950 : Katarina kaunis leski

### Director
- 1952 : Tervetuloa aamukahville
- 1952 : Matkalla Marokkoon 1 (corto documental)
- 1953 : Rantasalmen sulttaani
- 1953 : Se alkoi sateessa (junto con Thure Bahne)

### Actor
- 1953 : Me jotka täytämme maan
- 1965 : Vaaksa vaaraa
- 1965 : Don Quijote ja Sancho Panza Jätkäsaaressa

### Guionista
- 1952 : Matkalla Marokkoon 1
- 1952 : Tervetuloa aamukahville